# Sonim Technologies
Pour les articles homonymes, voir Sonim.
Sonim Technologies est une entreprise spécialisée dans les téléphones mobiles réputés pour être robustes, et plus généralement acteur dans le domaine des télécommunications.
Le pdg est Bob Plaschke et la maison mère est située à San Mateo, Californie.

## Principaux produits

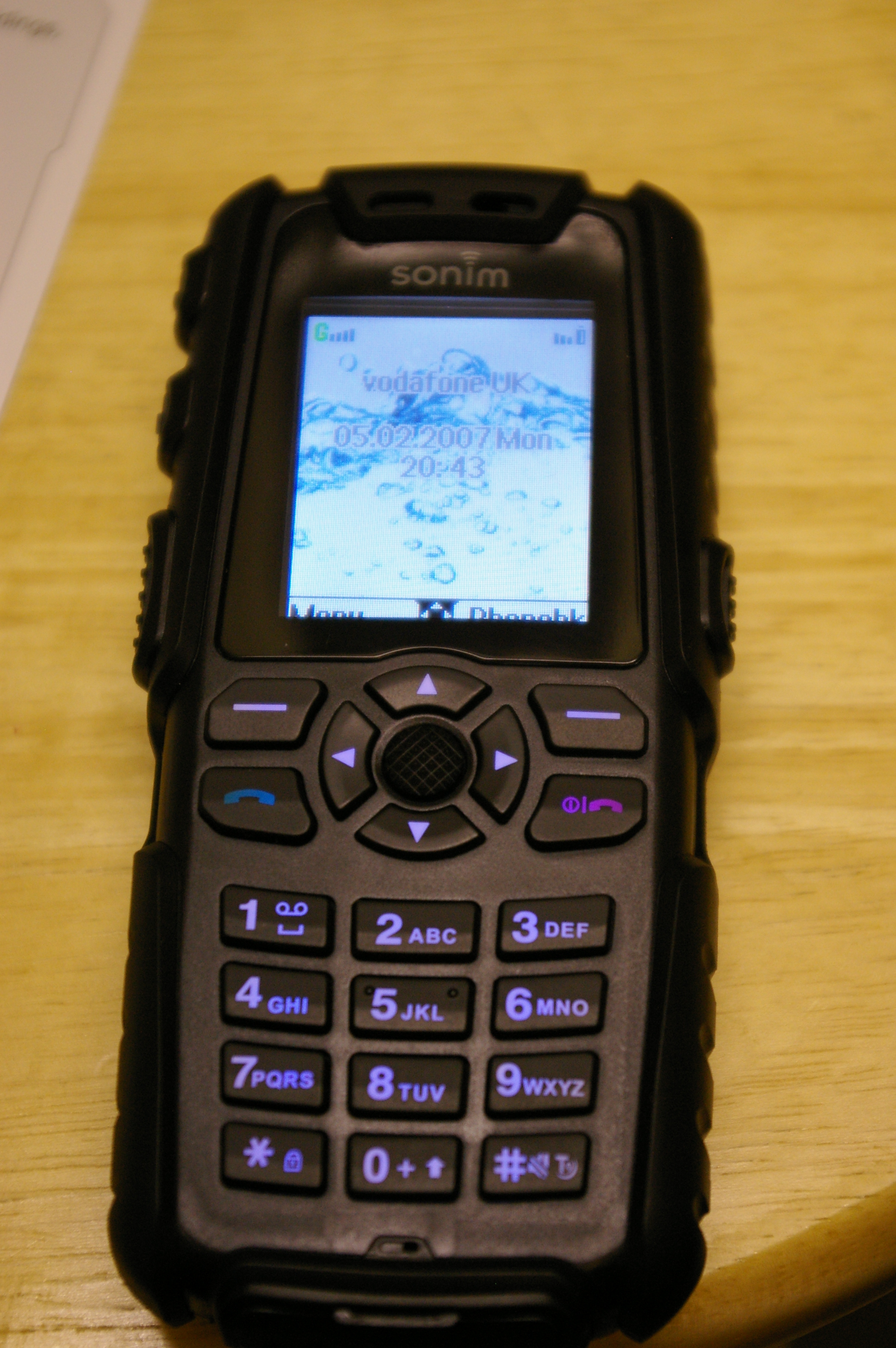
Sonim XP3

Sonim a commercialisé ou commercialise les téléphones :
- XP1, JCB Toughphone en 2007
- XP3 Enduro en 2008
- Land Rover S1 by Sonim, XP3 Quest en 2009
- XP3 Quest Pro, XP2 Spirit, XP3 Sentinel, XP1300 Core (premier téléphone à la norme IP-68) en 2010
- XP3300 Force, XP5300 FORCE 3G en 2011

## Anecdotes
Dans une démonstration pour la BBC, le présentateur Dan Simmons brise l'écran d'un Sonim XP3.2 Quest Pro.